# Гомоненко Микита Васильович
Мики́та Васи́льович Гомоне́нко, в Указі помилково Гоманенко (16 квітня 1914 — 28 серпня 1941) — радянський військовик часів Другої світової війни, молодший льотчик-спостерігач 81-го бомбардувального авіаційного полку 50-ї бомбардувальної авіаційної дивізії, лейтенант. Герой Радянського Союзу (1942).

## Життєпис
Народився в селі Бригадирівка, нині Ізюмського району Харківської області, в селянській родині. Українець. Одним з перших вступив до місцевого колгоспу імені Чапаєва. Після закінчення школи навчався у Валківському ветеринарному технікумі.
До лав РСЧА призваний у 1935 році. Закінчив Харківську школу червоних старшин і Оренбурзьке військове авіаційне училище штурманів. Кандидат у члени ВКП(б).
Учасник німецько-радянської війни з червня 1941 року. Воював на Південно-Західному фронті. За цей час здійснив 6 бойових вильотів із загальним нальотом 22 години 30 хвилин. Брав участь у бомбардуванні переправ, скупчень живої сили і техніки супротивника поблизу Житомира, Кіровограда, Кривого Рогу, Дніпропетровська, скинувши 60 авіабомб ФАБ-100.
28 серпня 1941 року екіпаж бомбардувальника ДБ-3 у складі молодшого лейтенанта І. Вдовенка (командир), лейтенанта М. Гомоненка (льотчик-спостерігач), повітряних стрільців В. Карпова та М. Пулатова виконував бойове завдання по бомбардуванню переправи через річку Дніпро. Щільним вогнем зенітної артилерії супротивника літак був підбитий і спалахнув. Екіпаж спрямував палаючого літака на переправу і скупчення ворожої техніки на ній. Ціною життя екіпажу переправа була знищена, а ворог зазнав значних втрат.

## Нагороди
Указом Президії Верховної Ради СРСР від 20 червня 1942 року «за зразкове виконання бойових завдань командування на фронті боротьби з німецькими загарбниками та виявлені при цьому відвагу і героїзм», лейтенантові Гомоненку Микиті Васильовичу присвоєне звання Героя Радянського Союзу (посмертно).
Нагороджений орденом Леніна (20.06.1942).

## Вшанування пам'яті
У Дніпрі, в міському парку, екіпажеві літака встановлено гранітний обеліск.
Ім'ям Микити Гомоненка названо вулиці у Харкові і Дніпрі, школу № 2 у місті Ізюм.
У селі Бригадирівка Ізюмського району Харківської області встановлені пам'ятник і меморіальна дошка з описом подвигу.
За часів СРСР, наказом міністра оборони СРСР від 03.04.1958 р. за № 63, лейтенант М. В. Гомоненко був навічно зарахований до списку особового складу 3-ї авіаційної ескадрильї 121-го гвардійського авіаційного полку.